# سيمنز-شوكيرت

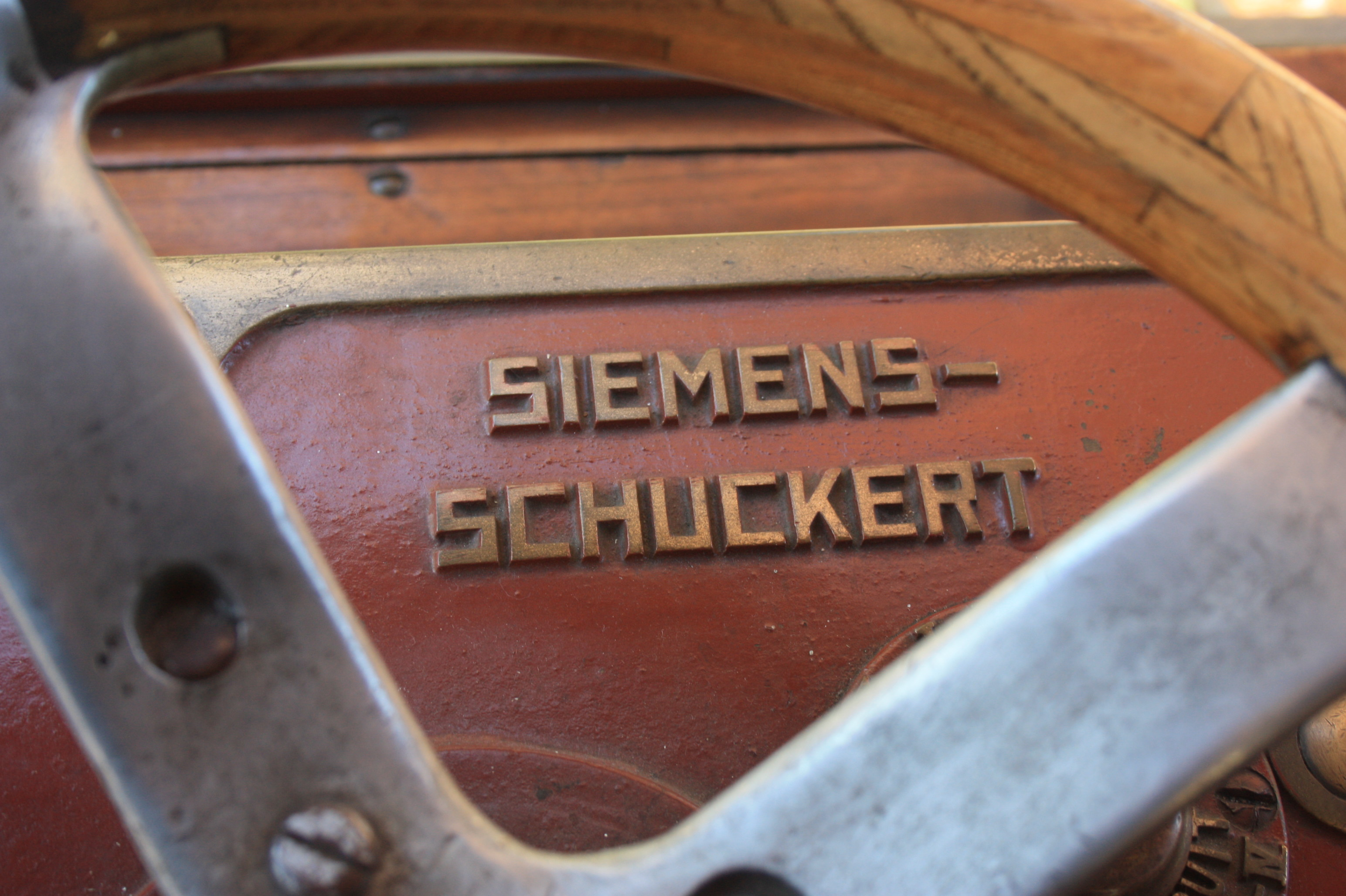
اسم سيمنس-شوكيرت على عجلة قيادة الترام

سيمنز-شوكيرت (أو Siemens-Schuckertwerke ) هي شركة ألمانية للهندسة الكهربائية يقع مقرها في برلين وإرلنغن ونورمبرغ وتم دمجها في شركة سيمنز إيه جي في عام 1966.
تأسست الشركة عام 1903 عندما استحوذت شركة سيمنز وهلسكي على شركة شوكيرت.  بعد ذلك، تخصصت سيمنز وهلسكي في هندسة الاتصالات وسيمنز-شوكيرت في هندسة الطاقة والأجهزة الهوائية. أثناء الحرب العالمية الأولى، أنتجت شركة سيمنز-شوكيرت الطائرات أيضًا. صنعت المركبة الشهيرة بروتوس في عام 1908. في الحرب العالمية الثانية، امتلكت الشركة مصنع لإنتاج الطائرات وأجزاء أخرى في مونويتز بالقرب من أوشفيتز. كان هناك معسكر للعمال بالقرب من المصنع المعروف باسم معسكر الاعتقال بوبريك.
يتألف شعار الشركة من حرف أس مع علامة أس أصغر يتم تثبيتها في المنتصف مع تدوير حرف أس أصغر إلى جهة اليسار بمقدار 45 درجة.   تم استخدام الشعار في أواخر الستينيات، عندما اندمجت الشركتان مع سيمنز-رينجيرز-فيرك إيه جي لتشكيل سيمنز إيه جي الحالية.

## الطائرات

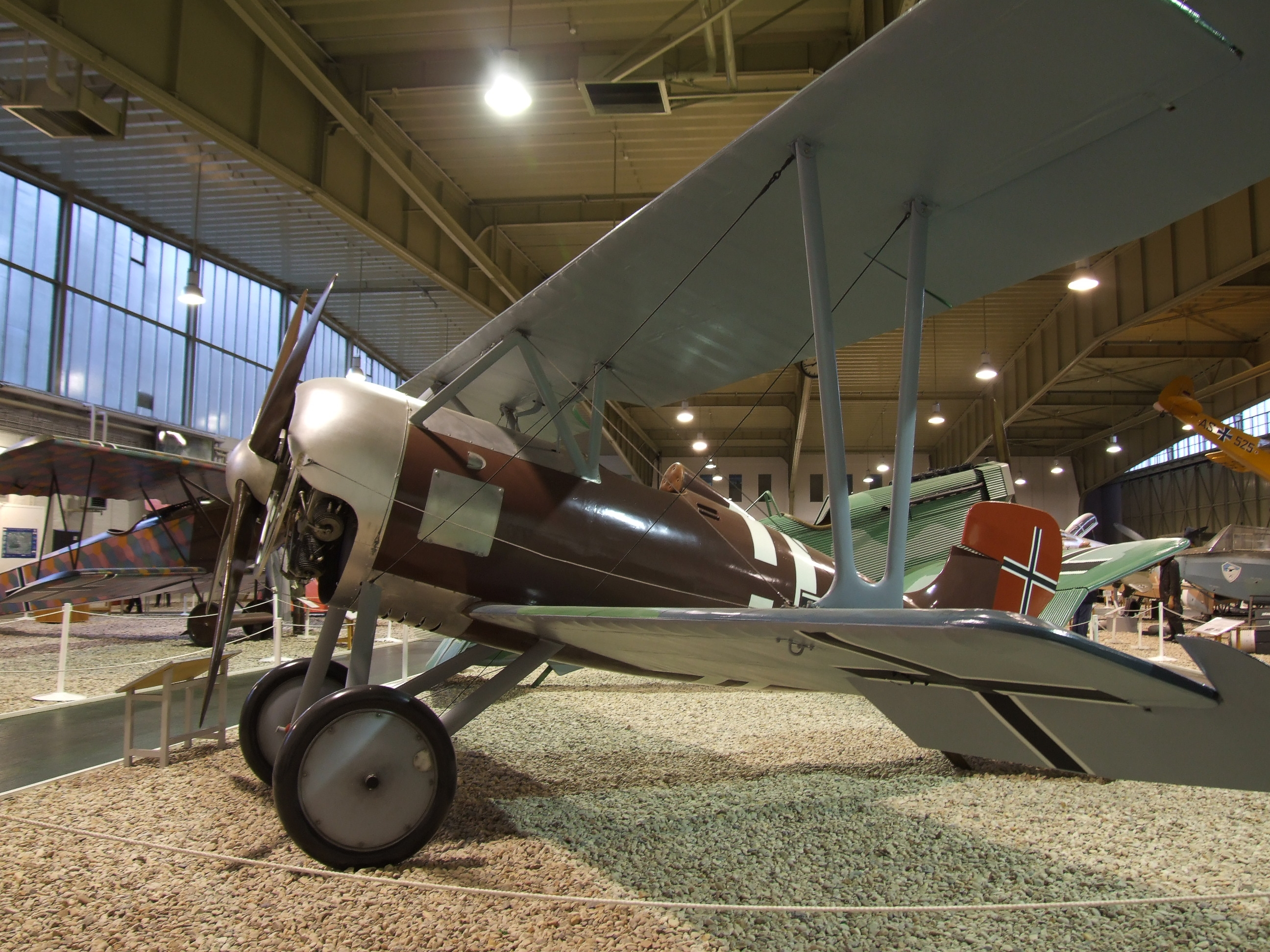
متحف القوات الجوية للقوات المسلحة الألمانية - سيمنز شوكيرت الثالث

قامت شركة سيمنز-شوكيرت ببناء عدد من التصميمات في الحرب العالمية الأولى ووقت الحرب. كما أنها أنتجت محركات طائرات تحت علامة سيمنز-هلنسكي التجارية، والتي تطورت لتصبح خط إنتاجها الرئيسي بعد نهاية الحرب العالمية الأولى. أعيد تنظيم الشركة باسم Brandenburgische Motorenwerke، أو ببساطة برامو، في عام 1936، تم شراؤها لاحقًا في عام 1939 بواسطة بي إم دبليو لتصبح بي ام دبليو لبناء محركات الطائرات. 

## قائمة المنتجات

### الطائرات
- سيمنز- شكيرت دي
- سيمنز-شوكيرت د
- سيمنز-شوكيرت د
- سيمنز-شوكيرت د
- سيمنز-شوكيرت د
- سيمنز-شوكيرت د
- سيمنز-شوكيرت DDr. أنا
- Siemens-Schuckert EI
- سيمنز-شوكيرت RI
- سيمنز-شكيرت آر
- سيمنز-شوكيرت آر
- سيمنز-شوكيرت آر
- Siemens-Schuckert RV
- سيمنز-شوكيرت آر
- سيمنز-شكيرت آر
- سيمنز-شكيرت آر
- سيمنز-شوكيرت فورسمان

### القطارات
- سيمنز-شكيرت أورينشتاين وكوبل

## روابط خارجية
- قالب:PM20